# Bolulla
Bolulla község Spanyolországban, Alicante tartományban. Lakosainak száma 486 fő (2024). Bolulla Callosa d’en Sarrià, Castell de Castells, Guadalest és Tárbena községekkel határos.

## Népesség
A település lakosságának változását az alábbi diagram mutatja:
| Lakosok száma | 345  | 364  | 390  | 433  | 454  | 421  | 412  | 420  | 426  | 486  |
|               | 2001 | 2004 | 2006 | 2009 | 2011 | 2014 | 2016 | 2019 | 2021 | 2024 |